# Exfoliatin
Exfoliatine (lat. Exfoliation, Abblättern) sind hochspezifische Bakterientoxine, die von bestimmten Staphylococcus aureus-Spezies gebildet werden und beim Menschen und manchen Tieren eine Blasenbildung der Haut verursachen können. 
Man unterscheidet Exfoliatin A (ETA) und Exfoliatin B (ETB, identisch mit D), die sich in der Art der Vererbung unterscheiden: ETB wird plasmid-gebunden, ETA chromosomal vererbt. Die toxische Wirkung ist höchstwahrscheinlich identisch. Sie wirken als glutamatspezifische Serinproteasen, die hochspezifisch das Cadherin Desmoglein I spalten, ein Haftprotein in den Desmosomen des Stratum granulosum, und somit eine intraepidermale Spaltbildung zwischen dem Stratum spinosum und dem Stratum granulosum bewirken.
Im Blutkreislauf zirkulierende Exfoliatine verursachen die systemische Hauttoxikose Staphylococcal scalded skin syndrome (SSSS). Bei der großblasigen, staphylokokkeninduzierten Impetigo contagiosa sind Exfoliatine ursächlich für die lokal begrenzte Blasenbildung der Haut verantwortlich.